# Wells Fargo
La Wells Fargo & Company è una multinazionale statunitense di servizi finanziari con sede a San Francisco, in California, e operante in tutto il mondo. Wells Fargo è una delle quattro più grandi banche degli Stati Uniti insieme a Bank of America, Citigroup e JP Morgan Chase.
In particolare è la quarta banca per attività, la terza per capitalizzazione borsistica degli Stati Uniti, la seconda per depositi, servizi ipotecari e carte di debito. Secondo Fortune 500 è classificata al 27º posto delle aziende più grandi negli Stati Uniti.
Wells Fargo nella sua forma attuale è il risultato di una fusione nel 1998 tra Wells Fargo & Company, con sede a San Francisco, e Norwest Corporation, con sede a Minneapolis, e la successiva acquisizione nel 2008 di Wachovia, con sede a Charlotte. A seguito delle fusioni, la società ha trasferito la sede centrale nella sede di Wells Fargo a San Francisco. Nel dicembre 2017 ha 8.200 filiali al dettaglio e 13.000 sportelli automatici, opera in 35 paesi e ha oltre 70 milioni di clienti in tutto il mondo. A partire da ottobre 2015 la società ha un rating di AA-. Tuttavia, per un breve periodo nel 2007, la società è stata l'unica banca con rating AAA.
Nel 2018 alcuni dipendenti della banca hanno denunciato un sistema di frode a danno dei risparmiatori.

## Storia

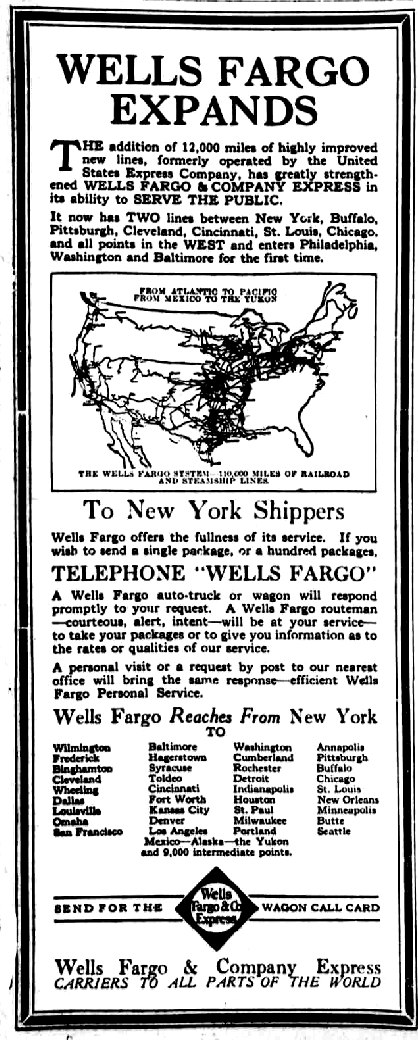
Inserzione della Wells Fargo del 1914, con una cartina che mostra le zone servite

### I trasporti di linea
La Wells, Fargo & Company è stata fondata a New York nel 1852 da Henry Wells e William Fargo, i quali, insieme a John Warren Butterfield, avevano fondato due anni prima la American Express. Butterfield, tuttavia, non era interessato a partecipare all'espansione dell'attività verso la California dove si stava svolgendo la corsa all'oro. La società si occupava sia di servizi bancari che di trasporti in diligenza.
Nel 1860 la Wells Fargo ottenne il controllo della Butterfield Overland Mail Company, che gestiva la parte occidentale del percorso del Pony Express. Sei anni più tardi, nel 1866, le compagnie di diligenze Wells Fargo, Holladay e Overland Mail si fusero sotto il nome di Wells Fargo.
Nel febbraio 1900 una carrozza ferroviaria della società fu l’obiettivo della tentata rapina al treno a Fairbank.
Nel 1905 l'azienda separò le attività di trasporto da quelle bancarie: queste ultime si fusero con la Banca del Nevada, diretta da Isaias W. Hellman, che l'avrebbe ribattezzata Nevada National Bank nel 1898.
Nel 1918, come misura in tempo di guerra, le attività della Wells Fargo nel campo dei trasporti furono nazionalizzate insieme a quelle della Adams Express, della Southern Express e dell'American Express per formare la Railway Express Agency, che poi fu privatizzata al termine della guerra. La banca si concentra sui mercati commerciali.

### La banca
Nel 1923 la Wells Fargo Nevada National Bank si unì alla Union Trust Company per formare la Wells Fargo Bank & Union Trust Company. Nel 1929 fu fondata la Northwest Bancorporation, come associazione bancaria.
Nel 1954 la Wells Fargo & Union Trust abbreviò il proprio nome in Wells Fargo Bank. Nel 1960 la Wells Fargo si fuse con l'American Trust Company, dando vita alla Wells Fargo Bank American Trust Company, che nel 1962 cambierà nome in Wells Fargo Bank.
Nel 1986 la Wells Fargo acquisì la Crocker National, filiale della Midland Bank dal 1980: si trattava della più importante acquisizione bancaria degli Stati Uniti fino a quel momento. La Wells Fargo previde di eliminare di conseguenza 5.000 posti di lavoro e 120 agenzie.

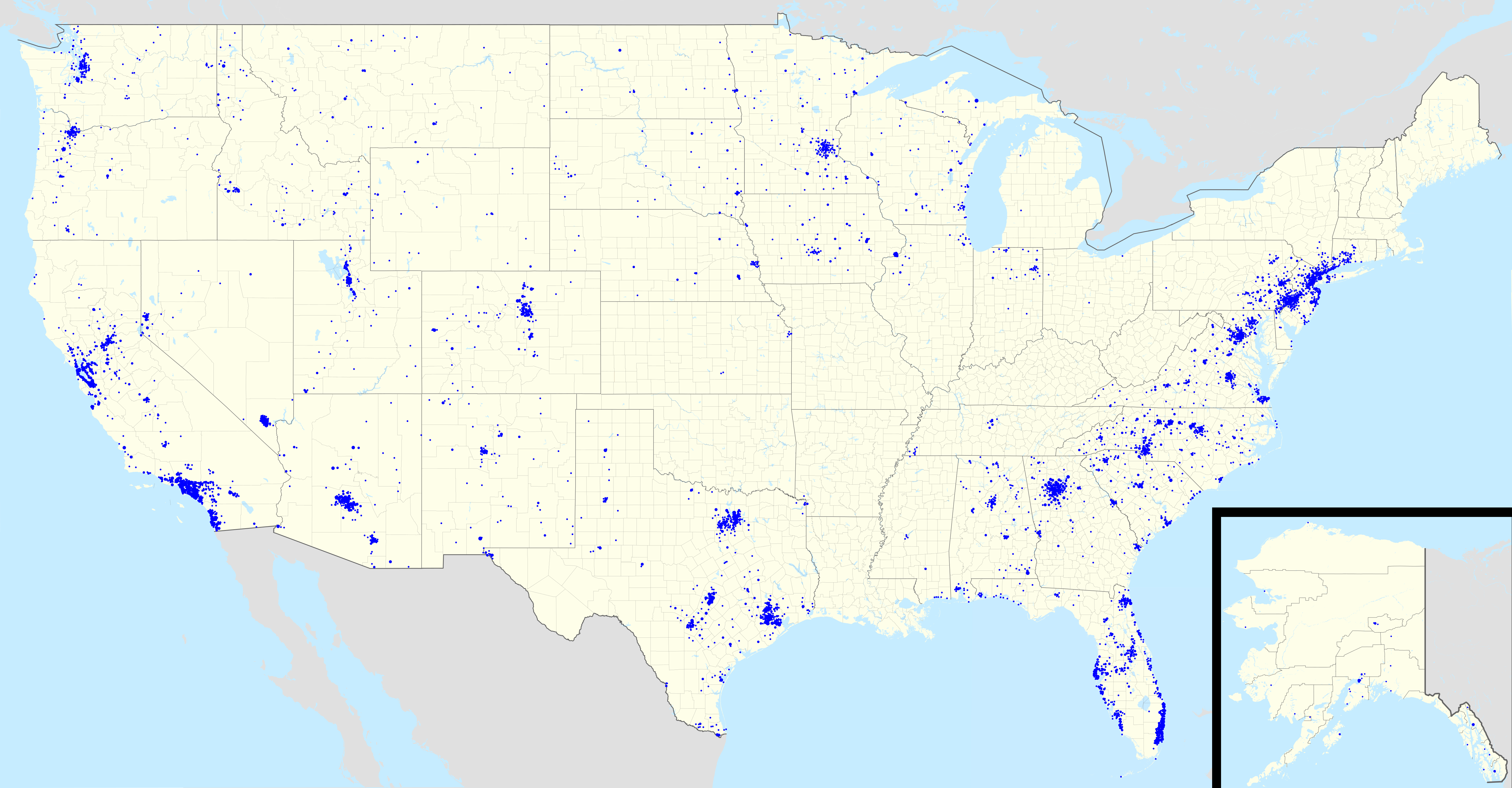
Cartina della presenza della Wells Fargo nel 2015

Nel 1996 la Banca acquisì il controllo della First Interstate. Anche in questo caso si trattava della più grande acquisizione del settore bancario americano fino ad allora. L'operazione comportò l'eliminazione di 10.000 posti di lavoro.
Nel 1998 la California Wells Fargo & Co. si fuse con la Norwest Corporation dando vita all'attuale Wells Fargo. La nuova impresa decise di mantenere il nome Wells Fargo, per capitalizzare il marchio e la riconoscibilità sul mercato, e di avere sede a San Francisco, anziché a Minneapolis, dove era la sede della Northwest.
Nel 2007 era l'unica banca degli Stati Uniti a conservare una classificazione AAA per S&P, classificazione poi ridotta a AA- durante la grande recessione.
Nel 2008 la Wells Fargo acquisì per 15 miliardi di dollari la Wachovia. In seguito a questa acquisizione il gruppo raggiunse una rete di 6.650 agenzie e 12.260 sportelli bancomat per 48 milioni di clienti.
Nel 2009 venne costituita la Wells Fargo Securities per ospitare il nuovo gruppo di capital markets di Well Fargo, ottenuto con l'acquisizione di Wachovia. Prima di quel momento, Wells Fargo aveva poca o nessuna partecipazione nelle attività di investment banking mentre Wachovia aveva una consolidata pratica nel settore operando come Wachovia Securities in seguito alla fusione di Wachovia con First Union. Sotto l'ombrello di Wells Fargo Securities si trovano quindi a operare Wachovia Securities, Bowles Hollowell Connor & Co., Barrington Associates, Halsey, Stuart & Co., Leopold Cahn & Co., Bache & Co. e Prudential Securities, anche il ramo dell'investment banking di Citadel LLC.
Nel 2016, lo scandalo delle frodi sui conti di Wells Fargo ha portato alle dimissioni del CEO John Stumpf e ha comportato multe di $ 185 milioni.

## Citazioni
La Wells Fargo e il suo fondatore Henry Wells compaiono anche nella serie a fumetti La storia del West, in particolare nel № 12 dal titolo Wells Fargo, scritto da Gino D’Antonio e disegnato da Renato Polese, edito da Sergio Bonelli Editore.

## Wells Fargo History Museums

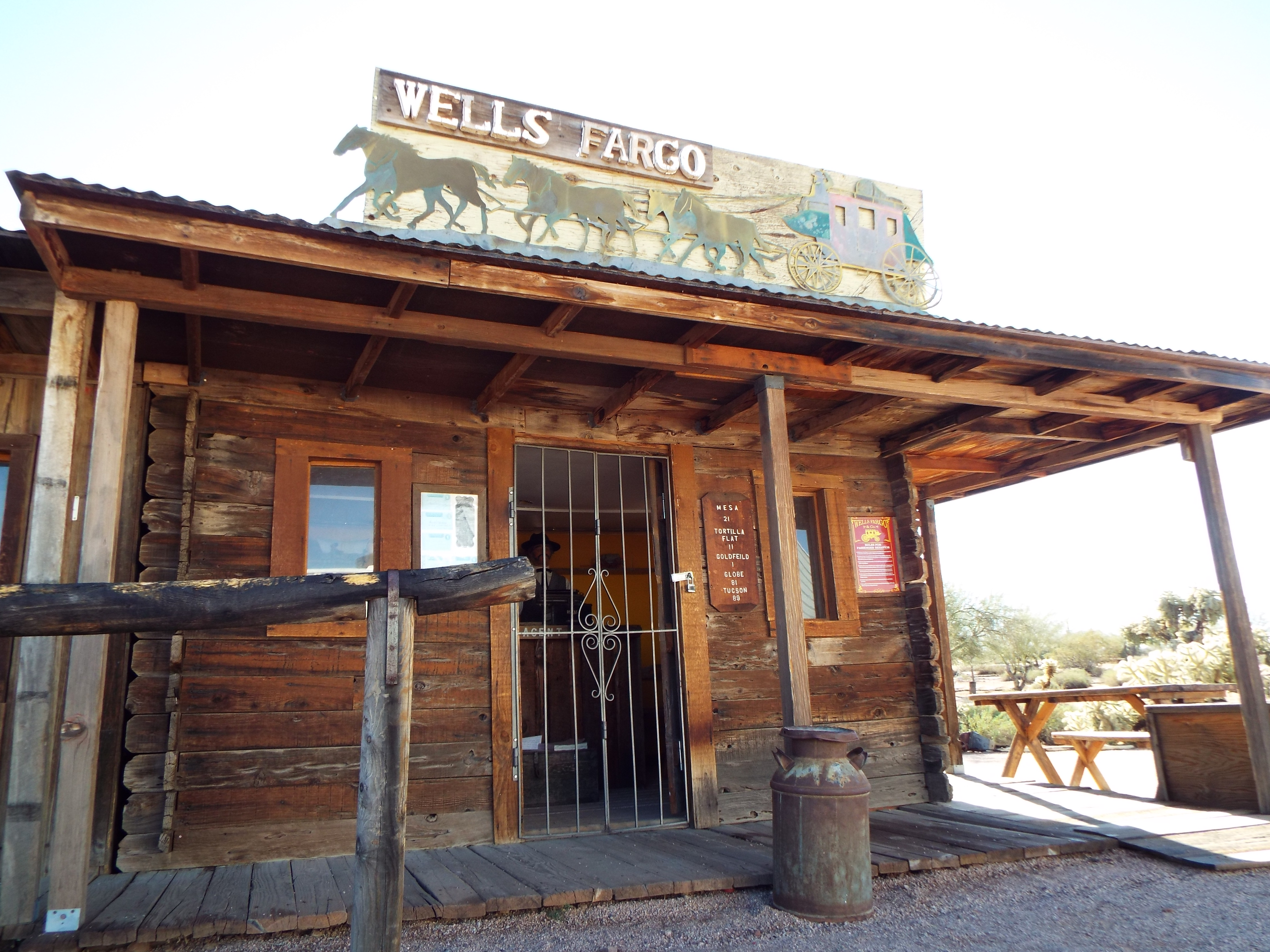
Una filiale di fine Ottocento ad Apache Junction, Arizona

La banca gestiva 12 musei, più noti come Wells Fargo History Museum, nei suoi edifici aziendali a Charlotte in Carolina del Nord, Denver (Colorado) Des Moines (Iowa), Los Angeles, Sacramento e San Francisco (California), Minneapolis (Minnesota), Philadelphia (Pennsylvania), Phoenix (Arizona), Portland (Oregon). I reperti esposti includevano diligenze originali, fotografie, pepite d'oro e manufatti minerari, il Pony Express, le apparecchiature telegrafiche. La società gestiva anche un museo sulla storia della compagnia nel Pony Express Terminal nell'Old Sacramento State Historic Park a Sacramento, in California, che era il secondo ufficio della compagnia, e il Wells Fargo History Museum nella città vecchia di San Diego, California.
Wells Fargo gestiva l'Alaska Heritage Museum ad Anchorage in Alaska, che presentava una vasta collezione di manufatti locali dell'Alaska, sculture in avorio e cesti, opere d'arte di artisti dell'Alaska e mostre sulla storia di Wells Fargo nell'era dell'Alaska Gold Rush.
Nel 2020 Wells Fargo decise di chiudere 11 dei 12 Wells Fargo History Museum, mantenendo attivo solo quello di San Francisco.